# I ribelli dei 50 soli
I ribelli dei 50 soli (The Mixed Men) è un romanzo di fantascienza dello scrittore canadese, naturalizzato statunitense A. E. van Vogt, pubblicato per la prima volta nel 1952 dalla Gnome Press e in seguito nel 1955 dalla Berkley Books, col titolo Mission to the Stars.

## Storia editoriale
Si tratta di uno dei primi esempi in letteratura fantascientifica di fix-up, ovvero di un romanzo nato dalla fusione di racconti scritti in precedenza che l'autore ha modificato per trarne un'unica trama: il termine fu coniato dallo stesso Van Vogt, che utilizzò altre volte questa tecnica:

### Racconti
Prologo
Il prologo è costituito dalla rielaborazione del racconto breve Concealment, pubblicato originariamente nel settembre 1943 sulla rivista di fantascienza Astounding.
Una traduzione di Riccardo Valla, intitolata Nascondiglio è stata pubblicata dalla Mondadori nell'agosto 1990 come parte dell'antologia Creature (Monsters, 1965) nel numero 1134 della collana Urania.
Capitoli 1-7
Questi capitoli furono scritti come materiale di collegamento per il romanzo e solo successivamente, nel 1972 furono pubblicati separatamente, come racconto intitolato Lost: Fifty Suns.
Capitoli 8-15
Questi capitoli sono costituiti dalla rielaborazione del racconto The Storm, pubblicato originariamente nell'ottobre 1943 sulla rivista di fantascienza Astounding.
Una traduzione di G. P. Sandri, intitolata La tempesta è stata pubblicata dalla Armenia Editore come parte dell'antologia personale Il meglio di A. E. Van Vogt. Una grande antologia personale. 12 racconti (The Best of A. E. Van Vogt, 1974), nel 1978 nel volume n. 9 della collana Robot Speciale e di nuovo nel 1980 nel volume n. 17 della collana Raccolta Robot.
Una traduzione di Antonio Bellomi, intitolata L'uragano galattico è stato pubblicato come parte dell'antologia intitolata Le grandi storie della fantascienza 5 (1943).
Capitoli 16-23
Questi capitoli sono costituiti dalla rielaborazione del racconto The Mixed Men, che ha dato il titolo al romanzo; pubblicato originariamente nel gennaio 1945 sulla rivista di fantascienza Astounding, nel 1996 è stato nominato per il Retro Hugo per il miglior racconto del 1946

### Romanzo
La prima traduzione in italiano, di Pietro Leoni, è stata pubblicata dalla Mondadori nella collana Urania, il 10 febbraio 1954 nel volume n. 34 e il 20 marzo 1966 nel volume n. 428.
Una traduzione di Riccardo Valla è stata pubblicata dalla Editrice Nord nel 1976, nel volume n. 21 della collana Cosmo Serie Oro. Classici della Narrativa di Fantascienza.
Una traduzione di Iva Guglielmi è stata pubblicata dalla Fanucci Editore nel 1988, nel volume n. 1 della collana Biblioteca di Fantascienza.
Una traduzione di Franco Di Maggio intitolata Lo sciame delle stelle è stata pubblicata dalla Editor Service nell'agosto 1989, nel volume n. 2 della collana Adventures Book.
Una traduzione di Vera Simonetti è stata pubblicata nel 1994 dalla Compagnia del Fantastico.Gruppo Newton nel volume n. 23 della collana Il Fantastico Economico Classico.
Una traduzione di Ugo Malaguti è stata pubblicata nel 2008 dalla Perseo Libri Elara nel volume n. 29 della collana Biblioteca di Nova SF*.

## Trama
In un futuro remoto, la Terra esercita una forza egemone sulla Via Lattea: l'Impero Terrestre, che si estende per tutta la galassia, ha assorbito o assoggettato ogni altra civiltà. Alla maniera dell'antico Impero Romano, l'Impero Terrestre garantisce ampie libertà e diritti ai sistemi conquistati, ma non tollera opposizioni di alcun genere né all'interno né all'esterno: le uniche due alternative per i popoli che incrociano i terrestri sono aderire all'Impero o essere annientati.
Lady Gloria Cecilia Laurr, a capo di un incrociatore terrestre chiamato Sciame delle Stelle, viene inviata oltre i confini della galassia, in una missione di esplorazione della Nube di Magellano della durata di dieci anni. Proprio quando la missione si sta per concludere, l'astronave terrestre si imbatte in un avamposto di una civiltà sconosciuta, dove un solitario guardiano pone una strenua resistenza agli invasori. Piuttosto che arrendersi, il guardiano decide di togliersi la vita facendo esplodere la stazione che custodiva. Tuttavia, l'equipaggio dello Sciame delle Stelle riesce a ripristinare la struttura e a resuscitare il suo custode, tramite un dispositivo che ricompone materia organica e inorganica partendo dagli atomi. Lady Laurr ordina che la creatura, che sembra un essere umano in tutto e per tutto, venga condizionata mentalmente e interrogata. Egli tuttavia mostra incredibile resistenza fisica e psichica e per poco non riesce ad assassinare la comandante stessa, prima di essere ucciso definitivamente dalla tenente Neslor, a capo del settore psichiatrico. Dalle poche informazioni ricavate, la Terra scopre l'esistenza della civiltà dei Cinquanta Soli.
Il popolo dei Cinquanta Soli discende direttamente dai Delliani fuggiti dalla Terra quindicimila anni prima, oltre che dagli esseri umani che li aiutarono durante la fuga. I Delliani sono esseri umani mutati dai primi sistemi di teletrasporto, che nel ricostruire il corpo umano ne modificavano la struttura interna, garantendo ai soggetti una forza fisica superiore e capacità logiche e deduttive straordinarie; tuttavia, questo avveniva al prezzo della perdita totale di creatività, inventiva e immaginazione. Il nome di questi "uomini nuovi" deriva da quello di Joseph Dell, l'inventore dei primi sistemi di trasmissione della materia. Quando, quindici millenni prima degli eventi narrati, i Delliani iniziarono a diffondersi sulla Terra, i terrestri iniziarono ad emarginarli e discriminarli, chiamandoli in modo dispregiativo "robots". Infine, la xenofobia terrestre sfociò in una e vera propria persecuzione, che costrinse i Delliani a fuggire verso la Nube di Magellano, aiutati dagli esseri umani solidali con loro, da lì in poi conosciuti come non-Delliani.
Per evitare di essere rintracciati dai terrestri, Delliani e non-Delliani colonizzarono settanta pianeti suddivisi in cinquanta sistemi solari sparsi per la Nube di Magellano, che conta oltre cinquanta milioni di stelle, formando la civiltà dei Cinquanta Soli. Tutte le comunicazioni fra i pianeti sono criptate, la popolazione di ogni sistema non conosce l'ubicazione degli altri 49, ad eccezione di un manipolo di uomini ai vertici del sistema militare. Inoltre, le mappe dei sistemi e di navigazione fra di essi non vengono conservate sui pianeti, ma solo sulle astronavi e comunque distrutte non appena sorge la minaccia che siano catturate. Ognuno dei 50 sistemi, inoltre, è in grado di operare indipendentemente dagli altri, anche se esiste un coordinamento centrale sul pianeta Cassidor.
Nonostante rintracciare i Cinquanta Soli sia pressoché impossibile per un solo incrociatore, perché un'esplorazione completa della Nube di Magellano richiederebbe secoli, la comandante Laurr decide comunque di provare a sottomettere i ribelli. Ottenute le frequenze radio dal prigioniero morto, lancia un ultimatum al governo dei Cinquanta Soli: rivelare la loro posizione entro una settimana e accettare un'annessione pacifica o entrare ufficialmente in guerra con la Terra ed essere annientati una volta scoperti, dovesse richiedere anche mille anni.
L'ultimatum dello Sciame delle Stelle giunge in un momento in cui i Cinquanta Soli hanno già problemi interni. Da circa due secoli, un procedimento di fecondazione artificiale chiamato "pressione a freddo", consente a Delliani e non-Delliani di procreare, mentre prima le unioni miste erano sterili. Gli esseri nati da questi incroci, chiamati Umanoidi, posseggono tutte le facoltà dei Delliani, senza deficitare della creatività tipica dei non-Delliani; inoltre, l'utilizzo focalizzato della loro "doppia mente" consente loro di prendere il controllo ipnotico di altre creature, anche in gruppo. La reale estensione dei poteri degli Umanoidi è sconosciuta al governo dei Cinquanta Soli, che per questo li teme e li discrimina. Un tentativo di colpo di stato degli Umanoidi è stato represso nel sangue solo 30 anni prima ed evitato solo perché Delliani e non-Delliani erano in schiacciante superiorità numerica. Ora la stragrande maggioranza degli Umanoidi vive in città sotterranee, nascoste su undici pianeti dei Cinquanta Soli.
Peter Maltby, protagonista del romanzo, è un Umanoide. Figlio del leader degli Umanoidi che guidò il golpe fallito (restandovi ucciso), è uno dei membri più importanti della sua razza e di fatto designato ad assumerne il comando. Tuttavia, come gesto di distensione al termine della guerra civile, egli è stato allevato dal governo dei Cinquanta Soli, a cui ha giurato fedeltà e di cui è diventato un ufficiale militare. Maltby è quindi legato indissolubilmente ad entrambe le fazioni e, del resto, ha un concetto molto flessibile della lealtà: passa liberamente informazioni segrete da una parte all'altra, senza privilegiarne nessuna e facendo all'occorrenza il doppio o il triplo gioco. L'unico vero obiettivo del protagonista è evitare che i rapporti fra le fazioni si deteriorino fino a una nuova guerra civile, come vorrebbe invece un giovane leader emergente degli Umanoidi, Hunston.
L'ultimatum dei terrestri giunge quindi a scompigliare completamente le carte in tavola. Se da una parte il governo centrale dei Cinquanta Soli può contare sul suo astuto sistema di occultamento, sia Maltby che Hunston intravedono un'occasione unica per gli Umanoidi: se tradissero i Delliani, rivelando alla Terra le mappe dei Cinquanta Soli, potrebbero negoziare con l'Impero parità di diritti con gli altri cittadini, o addirittura la posizione dominante che volevano ottenere con la guerra civile. Ma se Hunston è più che mai deciso a rivoltarsi, Maltby spera ancora di poter manipolare tutti i contendenti per ottenere lo stesso risultato con una trattativa. A bordo dello Sciame delle Stelle, intanto, Lady Laurr deve affrontare la ribellione dei suoi ufficiali, che ritengono la conquista dei Cinquanta Soli impossibile e premono per il ritorno alla Terra.
Il romanzo si snoda quindi in un tortuoso intrigo politico, militare e diplomatico. Nel frattempo, sia lo Sciame delle Stelle che le astronavi delliane dovranno vedersela con i terrificanti uragani cosmici che flagellano la Nube di Magellano e la cui ubicazione esatta è nota solo ai meteorologi più alti di grado, tra cui lo stesso Maltby, e che il governo dei Cinquanta Soli ritiene di poter usare come un'arma. Mentre le posizioni si faranno sempre più radicali, il protagonista dovrà ricorrere ad ogni sorta di astuzia per evitare un catastrofico conflitto aperto.

## Stile
Lo stile di Van Vogt, per la natura stessa del romanzo che è di fatto un esercizio di fantapolitica, tende a privilegiare i dialoghi e i passaggi introspettivi che mostrano il flusso di pensieri dei personaggi. Le scene d'azione, che pure sono presenti, sono narrate in modo breve, incisivo, asciutto. Per quanto riguarda le parti descrittive, queste sono ridotte al minimo, o del tutto assenti: molto viene lasciato all'immaginazione del lettore e diversi oggetti futuristici sono nominati senza che ne venga mai data una descrizione formale. L'autore non si addentra mai troppo nella spiegazione del funzionamento di meccanismi come il teletrasporto o la ricostituzione della materia, preferendo concentrarsi sui personaggi e sui loro dialoghi, inclusi quelli interiori.
La genesi del libro, che nasce come fix-up di cinque racconti che precedentemente erano storie separate, traspare chiaramente alla lettura. In primo luogo per la divisione netta del romanzo in cinque "quadri narrativi", facilmente identificabili dalla diversa ambientazione, ma anche per l'utilizzo di espedienti quali il deus ex machina, con i quali Van Vogt chiude in maniera brusca la terza e quarta parte della narrazione. Questa struttura "a mosaico" diventa ancora più evidente nella seconda parte dell'opera, nella quale il focus narrativo passa progressivamente dagli intrighi politici alla storia d'amore tra i due protagonisti.

## Temi trattati
Il tema principale dell'opera è certamente quello della lealtà, intesa dall'autore come un valore indubbio, ma relativo. Di fronte all'interesse generale, la fedeltà a un sistema o a una causa può passare in secondo piano: questa è l'opinione del protagonista del romanzo e, del resto, tutti i personaggi che rifiutano testardamente i compromessi finiscono per diventare gli antagonisti di una soluzione pacifica. La stessa flessibilità viene trasportata da Van Vogt sul piano personale: Maltby non esita a contrarre un matrimonio di convenienza per salvaguardare i suoi due popoli, ma allo stesso tempo, quando questo espediente si rivela inutile, rifiuta di forzare Lady Laurr in un'unione senza amore, pur essendosi nel frattempo innamorato di lei. Anche qui l'aspetto della libertà e dell'emancipazione della donna prende il sopravvento sulle questioni di fedeltà coniugale: una visione considerevolmente moderna se si ricorda che il romanzo è stato scritto negli anni '40.
Un'altra intuizione di Van Vogt riguarda l'aver saputo prevedere, già durante la Seconda Guerra Mondiale, quella che sarebbe stata una caratteristica della stragrande maggioranza dei conflitti successivi: la guerra asimmetrica. L'autore già capiva come, in un quadro di grandi potenze, ci si sarebbe potuti trovare in situazioni in cui un avversario relativamente debole, ma sufficientemente astuto e determinato, avrebbe potuto tenere in scacco forze che in guerra aperta l'avrebbero schiacciato. Guerre come quelle degli USA in Vietnam o dell'URSS in Afghanistan confermeranno questa profezia di Van Vogt.

## Critica
Il romanzo, alla sua uscita nel 1952, fu accolto negativamente. Il New York Times stroncò l'opera di Van Vogt definendola una "brutta parodia di un libro di fantascienza" e il critico e scrittore P. Schuyler Miller, nello stesso anno, la definì "un lavoro distintamente minore dell'autore, che presenta un protagonista poco convincente".
Tuttavia, nel corso del tempo, I ribelli dei 50 soli è stato rivalutato dal grande pubblico (ne è prova la grande varietà di edizioni diverse, anche in italiano) ed eminenti autori di fantascienza come Bob Shaw hanno affermato che il romanzo ha avuto una profonda influenza sulle loro opere.

### Edizioni italiane
(elenco parziale)
- A. E. van Vogt, I ribelli dei 50 soli, collana Urania, vol. 34, Mondadori, 1954.
- A. E. van Vogt, I ribelli dei 50 soli, collana Urania, vol. 428, Mondadori, 1966.
- A. E. van Vogt, I ribelli dei 50 soli, collana Cosmo Oro, vol. 21, Editrice Nord, 1976.
- A. E. van Vogt, I ribelli dei 50 soli e altri racconti, collana Biblioteca di Fantascienza, vol. 1, Fanucci, 1988.
- A. E. van Vogt, I ribelli dei 50 soli, collana Il Fantastico Economico Classico, traduzione di Vera Simonetti, vol. 23, Newton Compton, 1994, ISBN 8879835955.
- A. E. van Vogt, I ribelli dei 50 soli, collana Biblioteca di Nova SF, vol. 29, Elara, 2008.

### Fonti critiche
- (EN) Brian Stableford, Algebraic Fantasies and Realistic Romances: More Masters of Science Fiction, Borgo Press, 2007,  pp. 25-26, ISBN 0893702838.